# Death Ambient
Death Ambient is een Amerikaanse experimentele en ambient muziekgroep bestaande uit Kato Hideki (basgitaar), Ikue Mori (drum machines) en Fred Frith (gitaar). De groep werd in 1995 opgericht door Mori en Hideki en heeft tot nog toe drie albums uitgebracht.
Kato Hideki ontmoette Ikue Mori in 1995 en begon met haar samen te werken in de groep Death Ambient. De twee vroegen Fred Frith mee te doen. De Britse gitarist was al veertien jaar actief in de muziekscene van New York en had samengespeeld met talloze musici. De eerste plaat, 'Death Ambient', was een verzameling geïmproviseerde stukken met soundsamples van Mori's drummachine. Het album kwam, evenals de volgende twee platen, uit op John Zorns platenlabel Tzadik. Tijdens een tournee door Engeland, in 1997, werd Frith tijdelijk vervangen door de Amerikaanse gitarist James Plotkin. In 1998 voegde Frith zich weer bij de groep en gaf het trio voor het eerst in de originele samenstelling een concert in Halle. Opnames van dit optreden kwamen terecht op Death Ambients tweede plaat, 'Synaesthesia' (1999). In 2007 verscheen 'Drunken Forest', waaraan gastpercussionist Jim Pugliese zijn medewerking verleende.
Art Bears · Cosa Brava · Death Ambient · Fred Frith Guitar Quartet · French Frith Kaiser Thompson · Henry Cow · Keep the Dog · Maybe Monday